# Condado de Carrasquedo
El condado de Carrasquedo es un título nobiliario español creado en 1876 por el pretendiente carlista Carlos María de Borbón y Austria-Este —Carlos VII— en favor del comandante general de los carlistas castellanos Francisco Cavero y Álvarez de Toledo, quien también tituló como marqués de Lácar y conde de Santa Cruz de Nogueras.
Fue reconocido como título del reino el 22 de mayo de 1954, pero no se pudo despachar la real carta de sucesión por fallecimiento del peticionario Antonio Cavero y Sorogoyen. Siete años se expidió en favor de su hijo Francisco de Borja Cavero y Echevarría, II conde de Carrasquedo.
Su denominación hace referencia al lugar llamado Carrasquedo, en el municipio de Grañón, comunidad autónoma de La Rioja.

## Condes de Carrasquedo
|                                                    | Titular                                            | Periodo                                            |
| Creación por Carlos María de Borbón y Austria-Este | Creación por Carlos María de Borbón y Austria-Este | Creación por Carlos María de Borbón y Austria-Este |
| -------------------------------------------------- | -------------------------------------------------- | -------------------------------------------------- |
| I                                                  | Francisco de Borja Cavero y Álvarez de Toledo      | 1876-1905                                          |
| Reconocido por Francisco Franco                    |                                                    |                                                    |
| II                                                 | Francisco de Borja Cavero y Echevarría             | 1960-                                              |
| III                                                | Beatriz Cavero y Gandarias                         | 2013-hoy                                           |

## Historia de los condes de Carrasquedo
- Francisco Cavero y Álvarez de Toledo (Pau, 12 de enero de 1840-Zaragoza, 29 de marzo de 1905), I conde de Carrasquedo, I marqués de Lácar, I conde de Santa Cruz de Nogueras (todos títulos carlistas), comandante general de los carlistas castellanos (1875-1876).[1][2]

Casó con Emilia Esponerá y Gallego, de cuya unión nació Antonio Cavero y Esponera (1867-1939), II marqués de Lácar, casado con María Josefa Sorogoyen y padre de Antonio Cavero y Sorogoyen, que consiguió el reconocimiento del título en 1953, dos años después de su fallecimiento. Previa orden del 30 de noviembre de 1959, le sucedió un hijo del enlace entre Antonio Cavero y María de las Mercedes Echevarría y Uribe:
- Francisco de Borja Cavero y Echevarría, II conde de Carrasquedo, caballero de la Orden de Malta.[4]

Casó con Dolores Gandarias Lozano. El 14 de marzo de 2013, previa orden del 25 de febrero del mismo año para que se expida la correspondiente carta de sucesión (BOE del 11 de marzo), le sucedió su hija:
- Beatriz Cavero y Gandarias, III condesa de Carrasquedo.[6]